# Peritasis townesi
Peritasis townesi là một loài tò vò trong họ Ichneumonidae.